# Клеемола, Кауно
Ка́уно А́нтеро Кле́емола (фин. Kauno Antero Kleemola, 5 июля 1906, Кяльвия, Великое княжество Финляндское — 12 марта 1965, Каннус, Финляндия) — финский государственный деятель, Председатель парламента Финляндии (1962—1965).

## Биография
Родился в семье фермеров. В 1932 г. получил высшее образование в сфере сельского и лесного хозяйства. Работал директором фермерской школы в Каннусе (1932—1935), учителем (1936—1942), вновь директор школы (1943—1965).
- июль-ноябрь 1953 г. — министр обороны,
- 1956—1957 гг. — министр торговли и промышленности,
- 1959—1962 гг. — министр транспорта и общественных работ,

С 1962 г. — председатель парламента Финляндии.
В 1951—1965 гг. — председатель Национального спортивного совета и Центрального спортивного союза Финляндии (SVUL).